# Deinopis fasciculigera
Deinopis fasciculigera là một loài nhện trong họ Deinopidae.
Loài này thuộc chi Deinopis. Deinopis fasciculigera được miêu tả năm 1909 bởi Eugène Simon.